# Vemathambema argentinensis
Vemathambema argentinensis är en kräftdjursart som beskrevs av Malyutina, Wägele och Nils Brenke 200. Vemathambema argentinensis ingår i släktet Vemathambema och familjen Echinothambematidae. Inga underarter finns listade i Catalogue of Life.